# Coelioxys joergenseni
Coelioxys joergenseni is een vliesvleugelig insect uit de familie Megachilidae. De wetenschappelijke naam van de soort is voor het eerst geldig gepubliceerd in 1909 door Holmberg.